# Velence

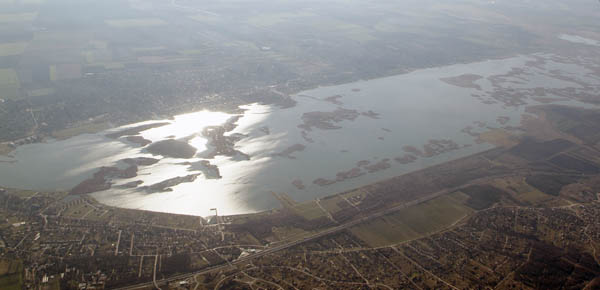
Letecký pohled na hladinu jezera.

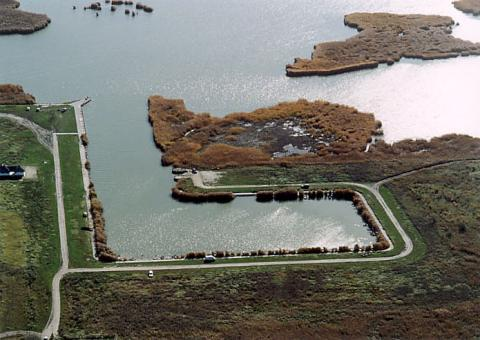
Jeden z přístavů na břehu jezera.

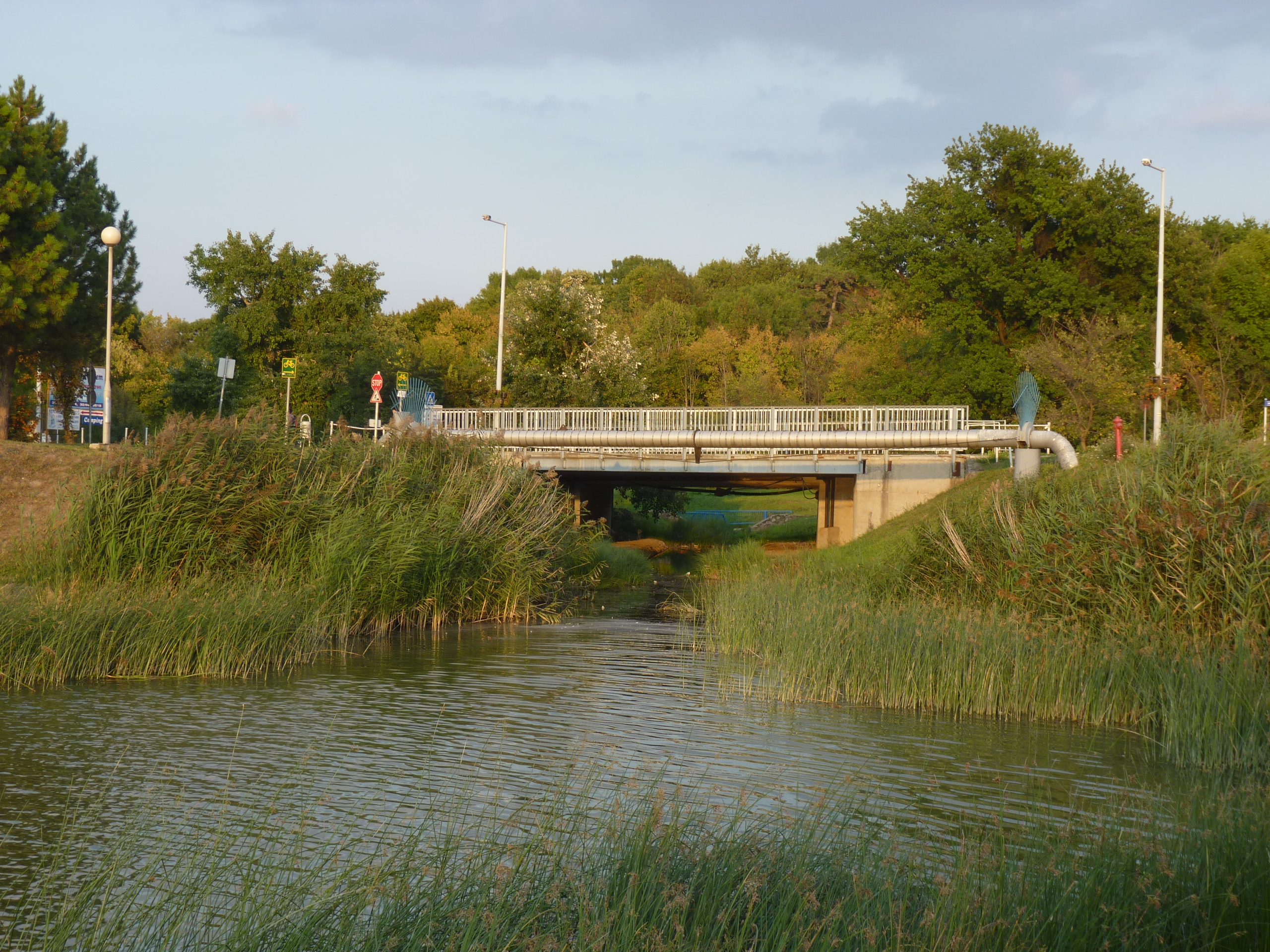
Vodní tok Bágyom ústící do jezera.

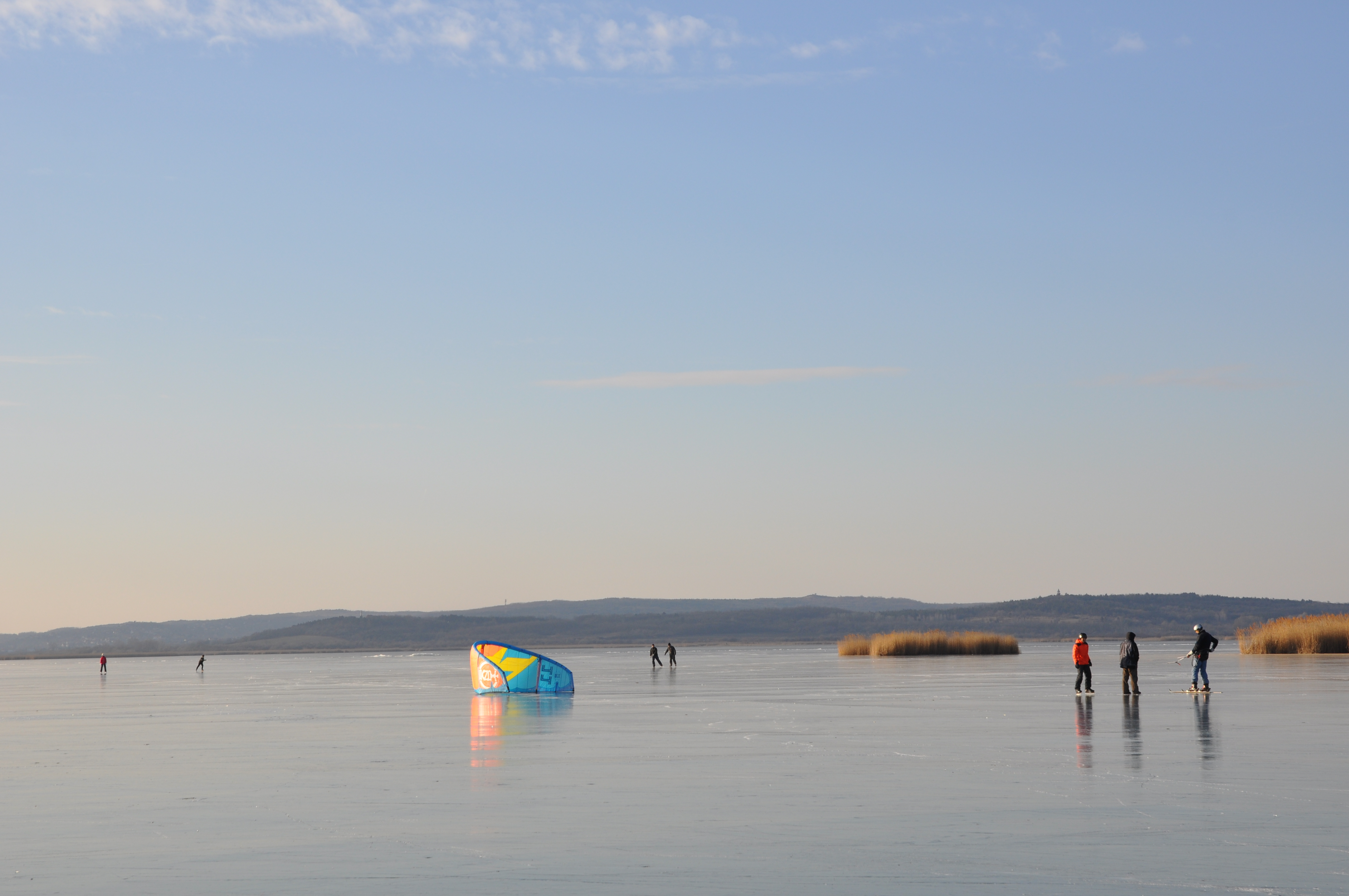
Hladina jezera u obce Gárdony.

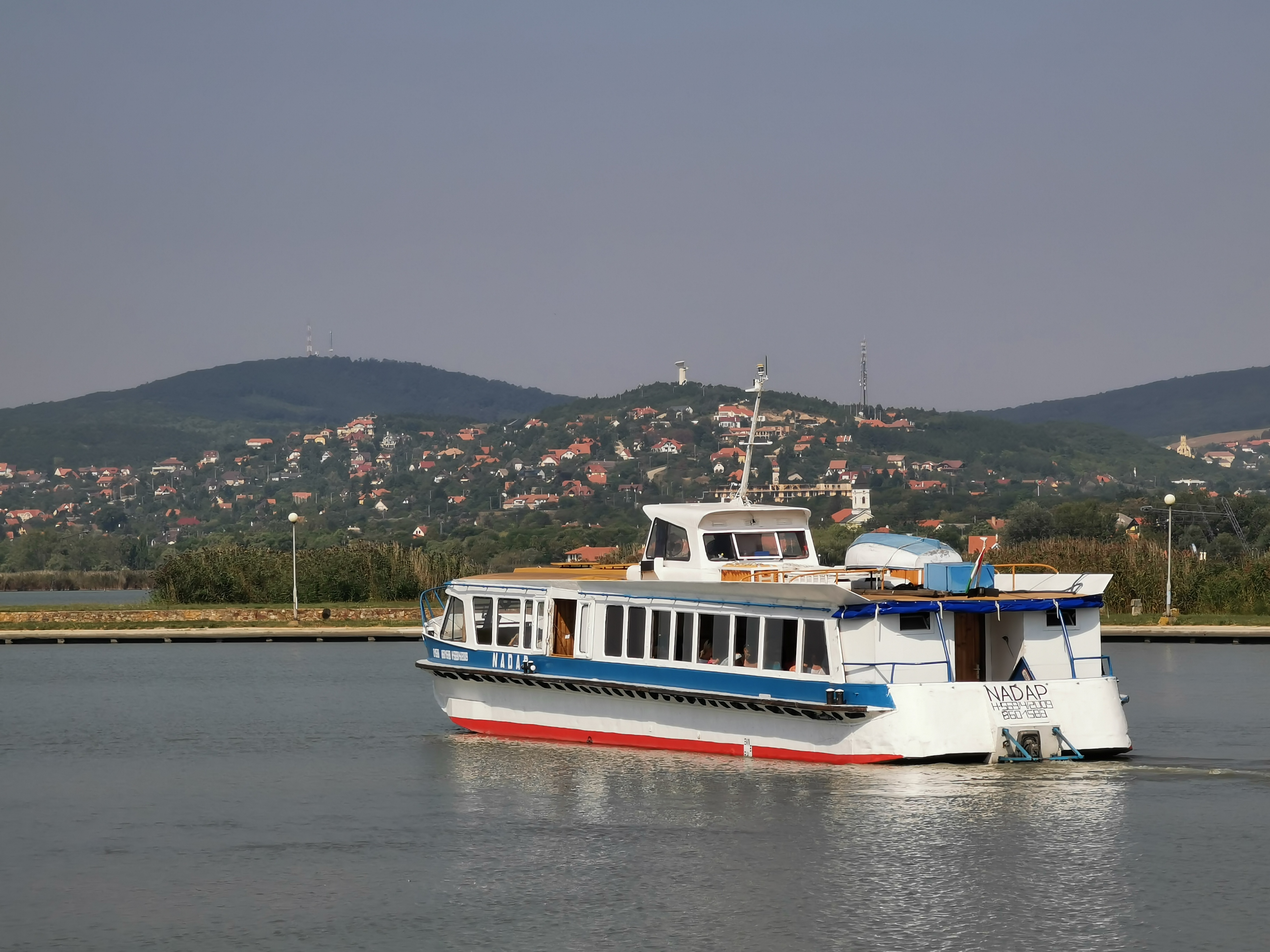
Loď na břehu jezera.

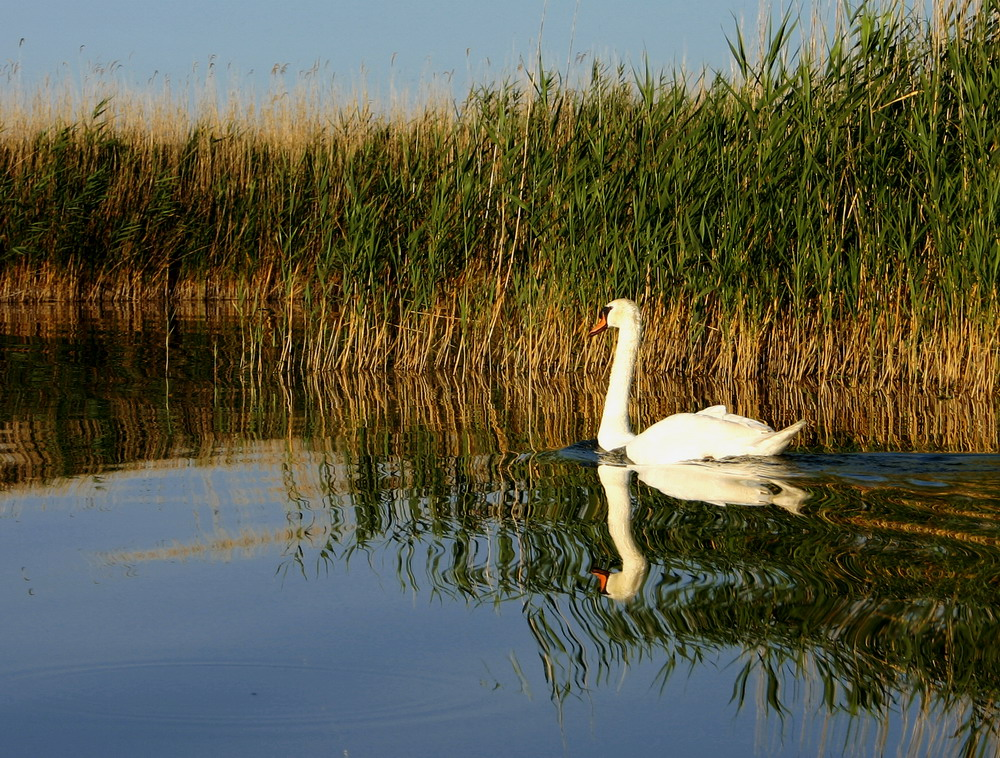
Labuť a rákosí.

Velence (maďarsky Velencei-tó) je jezero v župě Fejér v Maďarsku v Dunajské rovině. Rozkládá se ve stejné kotlině tektonického původu jako Balaton, od kterého leží severovýchodním směrem. Je třetí největší v zemi (po Balatonu a Neziderském jezeru).

## Název
Název jezera pochází podle jedné teorie podle benátských řemeslníků z doby Matyáše Korvína. Ti se v oblasti dnešního jezera měli usídlit; maďarské označení Benátek zní Velence. První, kdo tento název doložil, byl v 15. století italský historik Antonio Bonfini. Poté se objevil opět až ve století sedmnáctém. Podle jiné teorie je původ názvu ve skutečnosti maďarský a označení spojené s Benátkami vzniklo nejspíše podle podobnosti s lagunou okolo italského města. Mělo naopak vzniknout podle starého maďarského výrazu pro korouhvičku.

## Přírodní poměry
Jezero se rozkládá v nadmořské výšce 103 metrů, přibližně na polovině trasy mezi Blatenským jezerem (Balatonem) a hlavním městem Budapeští. Stejně jako v případě uvedeného známějšího jezera i zde je okolí poměrně podobné – na severu se zvedají menší kopce (Velence-hegy), zatímco jižní břeh je velmi rovinatý. Ze západní strany jezero přechází do rovné plochy. V nejjižnějším cípu přechází jezero do podmáčeného terénu, který je na něj napojený a který nese název Dinnyési-fertő.
Jezero Velence má rozlohu 27 km², délku 10,8 km a maximální šířku 3,3 km. Průměrná hloubka činí 1,6 m a maxima dosahuje 2 m.
Kromě zmíněných plovoucích ostrovů jsou zde dva větší, a to ostrov Velencei-sziget a Cserepes-sziget. Třetí ostrov – Szúnyog sziget – byl šíjí spojen s pevninou a dnes se zde nachází přístaviště.
Jezero v cyklech dlouhých zhruba 100 až 150 let vysychá, neboť množství vody je závislé především na vydatnosti srážek. Ústí sem několik menších vodních toků, jako např. Csaázár víz nebo Vereb-Pázmándi patak. Jistým zdrojem vody jsou i vody spodní.
Zhruba třetinu plochy jezera pokrývá rákos. Přirozený vývoj by vedl k úplnému zanesení a zániku jezera.

## Pobřeží
Od severního břehu se zvedá stejnojmenná vrchovina. U severního břehu stojí řada památných stromů, alejí apod.
Na nížinatém jižním břehu se nacházejí písčité pláže. Ve městě Velence se rozkládá pláž přímo při hlavním náměstí.

## Vlastnosti vody
Voda velenského jezera je bohatá na minerální látky a má léčivé vlastnosti. V létě dosahuje teploty 26 až 28 °C. Množství slunných dní se zde pohybuje okolo 2050 ročně, což ovlivňuje rovněž pozitivním způsobem teplotu vody. V zimě jezero zamrzá.

## Historie
Geologicky velmi mladé jezero se vytvořilo nejspíše v době před deseti až patnácti tisíc lety, v prostoru mezi dvěma paralelními zlomy. Jezero vzniklo větrnou erozí a následnou deflací (větrným odnosem materiálu). Kdysi bývalo mnohem větší než dnes; jeho hladina byla o několik metrů výše a břehy byly dále o několik jednotek až stovek metrů od současných.
V roce 1792 činila rozloha jezera zhruba 30 kilometrů čtverečních. Na mapách prvního vojenského mapování z konce 18. století se jezero objevilo pod německým názvem Velenze See. Vyobrazeno je víceméně jako plocha zarostlá rákosem, resp. močál, a to v celé své ploše. Kromě obce Velence se zde nacházely i obce Gardony a Pákozd. 
Ve 30. letech 19. století jezero zaplavilo břehy nedalekých polností, které patřily místní šlechtě. To otevřelo otázku možného vysušení oblasti a využití krajiny jako orné půdy. Takto se postupovalo s řadou míst v tehdejším Zalitavsku, především s močály, které neměly větší využití z hospodářského hlediska. Rozhodnutí nicméně nakonec nepadlo.
Dne 29. září 1848 se první bitva maďarské revoluce proti Habsburkům uskutečnila severně od hladiny jezera, nedaleko již zmíněné obce Pákozd. Dodnes se u kostela v nedaleké obci Sukoró nachází pamětní deska, která tuto událost připomíná. Nedaleko odsud stojí ještě také památník. V předvečer bitvy zde zalitavský premiér Lajos Batthyány přednes projev. 
V roce 1866 husarské vojsko pořádalo manévry na vyschlém dně jezera. Jezero bylo prázdné nejspíš až čtrnáctkrát v době posledních patnácti set let; naposledy právě v 60. letech 19. století. V závěru předminulého století bylo zachyceno na mapách druhého vojenského mapování, a to v podobě vodní plochy, která západním směrem postupně přecházela v podobu močálu. Břeh jezera zde již byl jasněji vymezen a u obce Velence se nacházela první pláž.
Na mapách vojenského mapování třetího je již patrná železniční trať na jižním břehu jezera a na ní navazující průmysl, především v podobě parních mlýnů. Výstavba železniční trati byla prvním pokusem o regulaci břehu jezera, neboť železniční násep narušil původní podmáčenou krajinu.
Ve 30. letech 20. století zde postupně vznikala rekreační oblast. Polnosti byly rozparcelovány. Původní vesnice Gárdonyi se propojila s okolními obcemi, vznikla zde nová zástavba a rekreační objekty. Mapy vojenského mapování z roku 1941 již ukazují souvislou zástavbu na jižním břehu jezera od vesnice Agárd až po město Velence.
V 50. letech 20. století se objevila myšlenka přestaby jezera do několika oddělených nádrží pro chov ryb. Nakonec ale padlo rozhodnutí z oblasti vytvořit zónu pro rekreaci a turistiku..
Roku 1963 jarním táním došlo k takovému zvýšení hladiny, že se jezero rozlilo do okolní krajiny. V této dekádě byla také budována dálnice M7, která zlepšila dostupnost lokality především pro obyvatele Budapešti. To iniciovalo další ekonomický a turistický rozvoj.
Postupně zde byla budována různá zařízení, například termální lázně. Mezi obcemi Gárdony a Agárd vznikly tyto v roce 1984, obnovou prošly roku 2007. Na podzim roku následujícího byl na jihovýchodním okraji jezera zřízen nový hotel ve městě Velence. Dlouhou dobu byly břehy jezera přísně regulované a vybetonované (v délce 25 km). Rákosí, které zabíralo cca 60 % plochy jezera, bylo částečně odstraněno. Kontrolované bylo také množství vody v jezeře. Postaven byl k tomuto účelu například kanál Dinnyés–Kajtori a navazující nádrže, které mohly pohltit velké přívaly vody a nebo ji vypustit v případě sucha. Oscilace vodní hladiny se tak snížila. Postupy, které odpovídaly své době, přeměnily zhruba polovinu břehů jezera Velence a nebraly vůbec v úvahu otázky ochrany životního prostředí a biodiverzity. Ještě v 70. letech 20. století byla voda nejspíše průsvitná; situace se později měnila kvůli intenzivnímu hnojení okolních polí.
V letech 1977 a 1978 bylo jezero vybagrováno. Posbírané sedimenty byly nahromaděny na dvou místech, čímž vznikly dva současné ostrovy. Jejich břehy byly zpevněny šestimetrovými betonovými bloky. Jinde (například na severozápadní straně) byla zasypána část břehu jezera a vznikly zde nové pozemky.
Roku 1993 se v jezeře přemnožily bakterie; po jejich úhynu došlo k zpěnění hladiny jezera. V maďarském tisku se rozproudila diskuze kdo je za stav jezera odpovědný; kromě složitějších klimatických podmínek (např. byl sušší rok) ale vina padla na vybetování břehů. Nakonec byl zajištěn přívod vody z nádrže Kincesesbánya.
Roku 2013 klesla hladina vody natolik, že břeh ustoupil 50 m ke středu jezera. Následně bylo napuštěno částečně vodou, dostatečné množství ale zajistily až vydatné srážky v dalších dnech a týdnech.
V roce 2019 se na hladině jezera uskutečnil World Rowing Masters Regatta. 
V letech 2021 a 2022 opět značným způsobem poklesla hladina jezera, nicméně vodní plocha nevyschla zcela tak jako v 60. letech 19. století. Došlo nicméně k úhynu ryb. Systém kompenzace množství vody v jezeře je nastaven tak, aby udržoval výšku jeho hladiny v rozmezí mezi 160 až 140 cm, nicméně vody bylo méně jak v tam, tak i v okolních nádržích, případně byla kvalita vody určené k přečerpávání nevhodná, a tak nemohl být systém využit.
V téže dekádě bylo na březích jezera budováno nové sportovní centrum.
Předpokládá se, že v případě pokračujících klimatických změn by mohlo jezero vysychat častěji. Zhoršení kvality vody by mohlo ohrozit význam jezera jako destinace pro plavání.

## Flóra a fauna
Jezero je velmi mělké a z velké části zarostlé rákosem. Nachází se ve stádiu zániku. Mimo jiné tu jsou plovoucí ostrovy, které jsou tvořené vodními rostlinami. Je zde možné pozorovat řadu ptáků, např. divoké husy nebo volavky. V Agárdu se nachází ptačí pozorovatelna. Je hnízdištěm vodních ptáků a častou zastávkou ptáků tažných.

## Ochrana přírody
Na jižním břehu, který není úplně zarostlý rákosem, byla vyhlášena přírodní rezervace. Existuje asociace jezera Velence, kde jsou zastoupeny okolní municipality.

## Využití

### Turistika
Jezero je turistickým a rekreačním centrem. Na jižním břehu se nacházejí lázně a koupaliště, z nichž nejvýznamnější jsou Gárdony a Velence. Na severním břehu ve vesnici Pákozd bylo odkryto naleziště z doby bronzové. Na kopci Mészeg stojí pomník uherských povstalců, kteří 29. září 1848 zvítězili nad habsburskými vojsky v bitvě pod Pákozdem. Je zde také muzeum bitvy, obklopené arboretem a kaple připomínající památku maďarských vojáků padlých na východní frontě ve 2. světové válce. Ve městě Velence je muzeum rybářství.

### Sport
Jak již bylo zmíněno, na jezeře se konají závody ve veslování. Veslařská dráha se nachází v severní části jezera. Mimo jiné je také oblíbené pro závody ve windsurfingu a vodních lyžích.

### Rybářství
Jezero je bohaté na různé druhy ryb. Rybářství zde je široce rozšířené. Komerční rybářství zde nicméně bylo ukončené v 70. letech minulého století, dnes zde loví hlavně rybáři amatérští.

## Doprava
Po severním břehu vede dálnice M7 a po jižním silnice č. 7 a železnice (Železniční trať Budapešť – Székesfehérvár). Ta zde má několik zastávek (od východu k západu – Velence, Velencefürdő, Gárdony, Agárd a Dinnyés. Několik kilometrů západně se nachází město Székesfehérvár.
Na severní i jižní straně jezera se nachází řada přístavů, které slouží pro různé malé lodě. Nejvíce přístavů se nachází právě na straně jižní. Pravidelně je provozována lodní doprava mezi městem Velence a několika dalšími obcemi na jeho břehu.